# Шифър
Шифър (на френски: chiffre – цифра; на арабски: صِفْر, sifr – нула) е всяка система от условни знаци, условна азбука от цифри или букви за записване и предаване на секретна информация . Според друг тълковен речник това е „тайно писмо с уговорени условни знаци“. В по-съвременна интерпретация това е всяка система за преобразуване на текст (чрез криптографски ключ) за запазване на тайната му.
Шифрите се прилагат за тайна кореспонденция в дипломацията, въоръжените сили, а напоследък и в някои Интернет услуги. Шифърът може да представлява съвкупност от условни знаци (условна азбука от букви или цифри) или алгоритъм за преобразуване на обикновени цифри и букви. Процесът на засекретяване на съобщението се нарича шифриране, а обратният процес – дешифриране. Науката за създаване и използване на шифри се нарича криптография, а науката за методите за дешифриране е криптоанализ.

## Типове шифри
Шифрите могат да използват един и същи ключ за шифриране и дешифриране или два различни. По този признак се различават:
- Симетричен шифър – използва се един и същи ключ за шифриране и дешифриране
- Асиметричен шифър – използват се различни ключове.

Шифрите могат да се конструират така, че или наведнъж се шифрира целият текст, или той се шифрира по време на постъпването му. По този признак се различават:
- Блоков шифър – шифрира наведнъж целия блок от текста.
- Поточен шифър – шифрира информацията по време на постъпването и така има възможност да обработва текст с неограничен размер.